# Denis Chevrier
Pour les articles homonymes, voir Chevrier (homonymie).
Denis Chevrier, né le 8 juin 1954 à Paris, est un ingénieur français, responsable du département moteur de Renault F1 jusqu’au début de la saison 2009 du championnat du monde de Formule 1.

## Biographie
Il est diplômé de l'école nationale d'ingénieurs de Metz en 1978.

### Championnat du Monde de vitesse moto
Il devient ingénieur Motobécane en 1981 (GP moto 125 cm3), puis rejoint l'équipe Pernod (GP moto 250 cm3) en 1982, jusqu'en 1983.

### Renault Sport et le début en Formule 1
En 1985, Denis Chevrier accède au monde de la Formule 1, en devenant ingénieur motoriste pour Renault Sport au sein de l'écurie Tyrrell Racing. Renault Sport motorisera l'écurie Tyrrell pendant deux ans.
En 1987, il intègre la branche Rallye de Renault, où il devient responsable de l'activité moteurs pour le Championnat du monde des rallyes, il travaillera entre autres sur la Renault 11 Turbo.
En 1988, il est transféré au département prototype.

### Le retour en Formule 1
En 1989, il retrouve le monde de la Formule 1, en rejoignant l'équipe Williams, en tant qu'ingénieur motoriste. Fin 1997, Renault se retire de la Formule 1, Denis Chevrier devient responsable d'exploitation course chez Mecachrome/Supertec.

### Renault F1 Team
En 2002, Renault revient en Formule 1, après avoir racheté l'écurie Benetton Formula. Denis Chevrier devient alors responsable d'exploitation course chez Renault F1 Team.
En 2007, il est nommé responsable des équipes motoristes piste. Il prend alors en charge les activités moteur de ING Renault F1 Team et de Red Bull Racing. En février 2009, Renault se sépare de lui.